# Lepidosaphes pseudogloverii
Lepidosaphes pseudogloverii är en insektsart som först beskrevs av Borchsenius 1964.  Lepidosaphes pseudogloverii ingår i släktet Lepidosaphes och familjen pansarsköldlöss.
Artens utbredningsområde är Vietnam. Inga underarter finns listade i Catalogue of Life.